# Koekelberg
Koekelberg è un comune belga di 21 774 abitanti, situato nella Regione di Bruxelles-Capitale.
Confina con i comuni di Jette, Molenbeek-Saint-Jean, Ganshoren et Berchem-Sainte-Agathe.